# 羽林家
羽林家（うりんけ）は、鎌倉時代以降の公家の家格のひとつで、摂家、清華家、大臣家の下、名家と同列、半家の上の序列に位置し、江戸時代の武家官位においては各大名家に与えられる家格に相当する。

## 概要
近衛少将・中将を兼ね、参議から中納言、最高は大納言まで進むことができる武官の家柄（ただし、個々の家の立場（旧家・新家、内々・外様など）によって昇進の速度や経路に異同がある）。
ごく稀ではあるが、内大臣まで昇進する者もいた。また、代わりに准大臣や従一位を宣下されたり、本座宣下を受けた例もある。明治維新後の華族令では子爵や伯爵に叙せられた。
羽林とは「羽の如く速く、林の如く多い」という意で、中国では北辰（北斗星）を守護する星の名称。それが転じて皇帝（天子）を護る宮中の宿衛の官名となった。日本では近衛府の別称（唐名）となり、近衛の将を任ずる家、すなわち羽林家となった。

## 藤原北家閑院流（23家）

### 三条流
- 滋野井家：三条庶流。三条公教の二男実国が祖。旧家。家業は神楽・（有職故実）。
- 阿野家：滋野井庶流。藤原成親の子藤原公佐が滋野井実国の養子になり家を興す。旧家。家業は（神楽）。
- 河鰭家：滋野井庶流。滋野井実国の二男公清が祖。旧家。家業は（神楽）。
- 山本家：阿野庶流。阿野実顕の末男、勝忠が祖。新家。
- 姉小路家：三条庶流。三条実房の子公宣を祖とする。一時中絶するが、江戸初期に阿野実顕の三男公景が相続。新家。
- 風早家：姉小路庶流。姉小路公景の次男実種を祖とする。新家。家業は（茶道）。
- 武者小路家：三条西庶流。三条西実条の子公種が祖。新家。家業は（歌道）。
- 高松家：武者小路庶流。武者小路実陰の子重季を祖とする。
- 押小路家：三条西庶流。三条西公勝の子公音が祖。新家。
- 花園家：正親町三条庶流。初代実久は正親町三条公兄の孫とされるが、年代的に合わず信じがたい。新家。家業は（琵琶）。

### 西園寺流
- 清水谷家：西園寺庶流。西園寺公経の子実有が祖。旧家。家業は能書・笙・（能楽）・（神楽）の家でもある。
- 四辻家：西園寺庶流。西園寺公経の四男実藤が祖。旧家。家業は神楽・和琴・箏。維新後室町家に改名。
- 西四辻家：四辻庶流。四辻公亨の子公碩が祖。新家。家業は（箏）。
- 橋本家：西園寺庶流。西園寺公相の子西園寺実俊から始まる。
- 梅園家：橋本庶流。橋本実勝の次男実清が分家し創立した。旧家。
- 大宮家：西園寺庶流。西園寺公益の次男季光。新家。
- 小倉家：洞院庶流。洞院実雄の子公雄が祖。旧家。家業は（神楽）。
- 正親町家：洞院庶流。洞院公守の子実明が祖。旧家。家業は箏・（筆道）の家。
- 裏辻家：正親町庶流。正親町季康の子季福が祖。新家。元は裏築地を称していた。

### 藤原南家高倉（藪）流・藤原北家四条流
この4家は純粋には藤原北家公季流ではないが閑院流に属する。
- 藪家：藤原南家高倉（藪）嫡流。藤原貞嗣後裔の藤原範季が祖として高倉家を興す。戦国時代末に中絶後、江戸時代初期に四辻公遠の子範遠、次いで弟嗣良が高倉家を継いでのち姓を藪に改めた。維新後、再度高倉家に改名。新家。家業は神楽・箏。
- 中園家：高倉（藪）庶流。藪嗣良の末子季定が祖。新家。
- 高丘家：中園庶流。中園季定の末子季起が祖。新家。
- 園池家：藤原北家四条流櫛笥庶流。櫛笥隆致の子宗朝が祖。公屋が正親町三条実昭の猶子となったため、閑院流正親町三条庶流となった。新家。

## 藤原北家花山院流（5家）
- 中山家：花山院庶流。花山院忠宗の子忠親が祖。旧家。家業は（花）。
- 今城家：中山庶流。中山親綱の二男で冷泉為満の養子である冷泉為親が祖として中山冷泉家を興す。為親の孫・為継（定淳）の代に姓を今城に改めた。新家。
- 難波家：難波嫡流、のち飛鳥井庶流。藤原師実の五男忠教が祖。南北朝時代に中絶後、江戸時代初期に飛鳥井雅庸の子宗勝が再興し飛鳥井家庶流となった。旧家。家業は蹴鞠。
- 飛鳥井家：難波庶流。難波頼経の子飛鳥井雅経が祖。旧家。家業は和歌・蹴鞠・（書道）。
- 野宮家：花山院庶流。花山院定熙の孫野宮定逸が祖。新家。

## 藤原北家中御門流（9家）
- 松木家（中御門家）：中御門嫡流（勧修寺流の中御門家とは別）。藤原頼宗の孫宗俊が祖として中御門を興す。室町時代以後に姓を松木に改めた。旧家。家業は笙・（楽道）。
- 持明院家：持明院嫡流。藤原頼宗の孫通基が祖。旧家。家業は能書、神楽・（鷹）。
- 園家：持明院庶流。持明院基家三男基氏が祖。旧家。家業は琵琶・（華道・青山御流家元）。
- 東園家：園庶流。園基任の二男基教が祖。新家。家業は（神楽）。
- 壬生家：園庶流。園基音の末男葉川基起が祖。新家。
- 石山家：壬生庶流。葉川基起の子師香が祖。新家。家業は（書道）。師香の跡は、その実子である直宗と利香が相次いで早世し、姉小路公城（改名して石山基名）が養子となり跡を継いだ。歴代当主は姉小路家#閑院流を参照のこと。
- 六角家：園庶流。園基福の四男波多基維が祖。新家。家業は（書道）・（神楽）。
- 高野家：持明院庶流。持明院基定の子保春が祖。新家。家業は（神楽）。
- 石野家：持明院庶流。持明院基時の子基顕が祖。新家。家業は（神楽）。

## 藤原北家御子左流（4家）
- 冷泉家（上冷泉）：御子左嫡流。藤原為家の子為相が祖。旧家。家業は和歌・蹴鞠。
- 冷泉家（下冷泉）：御子左庶流。冷泉為尹の子持為が祖。旧家。家業は和歌。
- 藤谷家：冷泉（上冷泉）庶流。上冷泉為満の子為賢が祖。新家。家業は（歌道）。
- 入江家：藤谷庶流。藤谷為条の子相尚が祖。新家。家業は（歌道）。

## 藤原北家四条流（7家）
- 四条家：四条流嫡流。藤原家成の子隆季が祖。旧家。家業は笙・（庖丁）。
- 山科家：四条支流。藤原家成の六男実教が祖。旧家。家業は笙・装束・（衣紋）・（有職故実）。
- 西大路家：四条庶流。四条隆行の子隆政が祖。旧家。家業は（筆道）。
- 油小路家：西大路庶流。西大路隆政の子隆陰が祖。旧家。
- 鷲尾家：四条庶流。四条隆親の三男隆良が祖。旧家。家業は神楽・（膳羞）・（華道）。
- 櫛笥家：四条庶流。四条隆昌の猶子隆憲（正親町三条公兄の孫）が祖、その孫隆朝が櫛笥を号した。新家。
- 八条家：櫛笥庶流。櫛笥隆賀の二男隆英が祖。新家。

## 藤原北家水無瀬流（5家）
- 水無瀬家：水無瀬流嫡流。藤原道隆の後裔坊門親信が祖。旧家。
- 七条家：水無瀬庶流。水無瀬氏成の子隆脩が祖。新家。
- 町尻家：水無瀬庶流。水無瀬兼俊の二男具英が祖。新家。
- 桜井家：水無瀬庶流。水無瀬兼俊の末男兼里が祖。新家。
- 山井家：桜井庶流。桜井兼里の二男兼仍が祖。新家。

## 藤原北家高倉流（2家）
- 堀河家：高倉庶流。高倉永家の四男親具が祖。新家。
- 樋口家：堀河庶流。堀河親具の次男信孝が祖。新家。

## 宇多源氏（3家）
- 庭田家：敦実親王の後裔源経資が祖。旧家。家業は神楽・（筆道）・（花）。
- 綾小路家：庭田庶流。庭田有資の子信有が祖。旧家。家業は琵琶・笛・篳篥・箏・神楽・（蹴鞠）。
- 大原家：庭田庶流。庭田重条の猶子栄顕（実は葛岡宣之あるいは葛岡仲賢の子）が祖。新家。家業は（神楽）。

## 村上源氏（8家）
- 六条家：久我庶流。久我通光の五男通有が祖。旧家。
- 岩倉家：久我庶流。久我晴通の子具堯が祖。新家。
- 千種家：六条庶流、のち岩倉庶流。六条通忠の子忠顕が祖。室町時代前期に中絶後に江戸時代初期に岩倉具尭の四男有能が再興。新家。家業は（和歌）。
- 東久世家：久我庶流。久我通堅の三男通廉が祖。新家。
- 久世家：久我庶流。久我敦通の末男通式が祖。新家。家業は（和歌）。
- 梅溪家：久我庶流。久我通世の二男季通が祖。新家。
- 愛宕家：中院庶流。中院通純の猶子通福（実は桜井具堯の子有清三男）が祖。新家。
- 植松家：千種庶流。千種有能の末男雅永が祖。新家。家業は（華道）。